# Флаги городских и сельских поселений Волгоградской области
Список флагов сельских поселений Волгоградской области Российской Федерации.
На 1 января 2020 года в Волгоградской области насчитывалось 29 городских и 399 сельских поселений.

## Флаги городских поселений
| Флаг | Наименование                                                                      | Дата утверждения | Номер в ГГР |
| ---- | --------------------------------------------------------------------------------- | ---------------- | ----------- |
|      | Флаг Быковского городского поселения Быковского муниципального района             | 30 марта 2011    | 6966        |
|      | Флаг Городищенского городского поселения Городищенского муниципального района     | 5 февраля 2021   |             |
|      | Флаг городского поселения р. п. Даниловка Даниловского муниципального района      | 28 января 2011   | 6639        |
|      | Флаг городского поселения город Дубовка Дубовского муниципального района          | 21 марта 2007    | 3086        |
|      | Флаг Еланского городского поселения Еланского муниципального района               | 3 февраля 2011   |             |
|      | Флаг Ерзовского городского поселения Городищенского муниципального района         | 20 ноября 2008   | 4636        |
|      | Флаг Жирновского городского поселения Жирновского муниципального района           | 24 июня 2009     | 5676        |
|      | Флаг Калачёвского городского поселения Калачёвского муниципального района         | 20 декабря 2013  | 9249        |
|      | Флаг Котельниковского городского поселения Котельниковского муниципального района | 20 марта 2008    | 4067        |
|      | Флаг городского поселения город Котово Котовского муниципального района           | 4 октября 2007   | 3650        |
|      | Флаг Красноярского городского поселения Жирновского муниципального района         | 17 мая 2010      | 6476        |

| Флаг | Наименование                                                                            | Дата утверждения | Номер в ГГР |
| ---- | --------------------------------------------------------------------------------------- | ---------------- | ----------- |
|      | Флаг городского поселения город Ленинск Ленинского муниципального района                | 28 сентября 2017 | 11881       |
|      | Флаг Линёвского городского поселения Жирновского муниципального района                  | 22 мая 2009      | 4994        |
|      | Флаг Медведицкого городского поселения Жирновского муниципального района                | 30 марта 2009    | 4744        |
|      | Флаг Новорогачинского городского поселения Городищенского муниципального района         | 16 апреля 2025   |             |
|      | Флаг городского поселения р.п. Октябрьский Октябрьского муниципального района           | 19 февраля 2009  | 4746        |
|      | Флаг городского поселения город Палласовка Палласовского муниципального района          | 17 октября 2007  | 4065        |
|      | Флаг Руднянского городского поселения Руднянского муниципального района                 | 2 февраля 2009   | 4748        |
|      | Флаг Светлоярского городского поселения Светлоярского муниципального района             | 28 марта 2007    | 3442        |
|      | Флаг городского поселения город Серафимович Серафимовичского муниципального района      | 28 октября 2008  | 4742        |
|      | Флаг городского поселения р. п. Средняя Ахтуба Среднеахтубинского муниципального района | 12 августа 2011  | 7992        |
|      | Флаг городского поселения города Суровикино Суровикинского муниципального района        | 2 сентября 2008  | 4942        |

## Флаги сельских поселений
| Флаг | Наименование                                                                          | Дата утверждения             | Номер в ГГР |
| ---- | ------------------------------------------------------------------------------------- | ---------------------------- | ----------- |
| А    |                                                                                       |                              |             |
|      | Флаг Абганеровского сельского поселения Октябрьского муниципального района            | 7 октября 2020               |             |
|      | Флаг Акчернского сельского поселения Урюпинского муниципального района                | 11 ноября 2008               | 4638        |
|      | Флаг Александровского сельского поселения Быковского муниципального района            | 16 сентября 2015             | 10618       |
|      | Флаг Александровского сельского поселения Жирновского муниципального района           | 25 октября 2007              | 3763        |
|      | Флаг Александровского сельского поселения Иловлинского муниципального района          | 30 марта 2009                |             |
|      | Флаг Алёшкинского сельского поселения Чернышковского муниципального района            | 4 сентября 2020              |             |
|      | Флаг Алешниковского сельского поселения Жирновского муниципального района             | 12 марта 2009                | 4936        |
|      | Флаг Антоновского сельского поселения Октябрьского муниципального района              | 17 апреля 2009               | 5018        |
|      | Флаг Атамановского сельского поселения Даниловского муниципального района             | 22 апреля 2011               | 6842        |
|      | Флаг Ахтубинского сельского поселения Среднеахтубинского муниципального района        | 9 февраля 2010               | 6277        |
| Б    |                                                                                       |                              |             |
|      | Флаг Басакинского сельского поселения Чернышковского муниципального района            | 31 января 2020               | 12865       |
|      | Флаг Белогорского сельского поселения Кумылженского муниципального района             | 19 ноября 2007               | 3765        |
|      | Флаг Белопрудского сельского поселения Даниловского муниципального района             | 1 апреля 2011                | 6844        |
|      | Флаг Берёзовского сельского поселения Даниловского муниципального района              | 30 декабря 2020              | 13366       |
|      | Флаг Бесплемяновского сельского поселения Урюпинского муниципального района           | 6 октября 2011               | 7590        |
|      | Флаг Ближнеосиновского сельского поселения Суровикинского муниципального района       | 27 ноября 2020               |             |
|      | Флаг Большелычакского сельского поселения Фроловского муниципального района           | 5 октября 2010               | 6563        |
|      | Флаг Большесудаченского сельского поселения Руднянского муниципального района         | 23 июля 2013                 | 8787        |
|      | Флаг Большетерновского сельского поселения Чернышковского муниципального района       | 29 января 2020               | 12867       |
|      | Флаг Большинского сельского поселения Урюпинского муниципального района               | 5 мая 2009                   | 5682        |
|      | Флаг Большовского сельского поселения Серафимовичского муниципального района          | 23 мая 2019                  |             |
|      | Флаг Бородачёвского сельского поселения Жирновского муниципального района             | 11 марта 2009                | 4990        |
|      | Флаг Бубновского сельского поселения Урюпинского муниципального района                | 19 октября 2020              |             |
|      | Флаг Букановского сельского поселения Кумылженского муниципального района             | 11 марта 2009 14 апреля 2010 | 5813        |
|      | Флаг Бурлукского сельского поселения Котовского муниципального района                 | 25 ноября 2019               | 12869       |
| В    |                                                                                       |                              |             |
|      | Флаг Васильевского сельского поселения Октябрьского муниципального района             | 15 апреля 2019               | 12428       |
|      | Флаг Вертячинского сельского поселения Городищенского муниципального района           | 18 апреля 2008               | 4331        |
|      | Флаг Верхнебалыклейского сельского поселения Быковского муниципального района         | 11 марта 2009                | 4998        |
|      | Флаг Верхнедобринского сельского поселения Жирновского муниципального района          | 14 июля 2010                 | 6271        |
|      | Флаг Верхнекурмоярского сельского поселения Котельниковского муниципального района    | 30 июля 2007                 | 7837        |
|      | Флаг Верхнепогроменского сельского поселения Среднеахтубинского муниципального района | 19 мая 2010                  | 6978        |
|      | Флаг Верхнереченского сельского поселения Нехаевского муниципального района           | 12 января 2009               | 4650        |
|      | Флаг Верхнесоинского сельского поселения Урюпинского муниципального района            | 16 сентября 2011             | 7250        |
|      | Флаг Вишняковского сельского поселения Урюпинского муниципального района              | 4 мая 2009                   | 5811        |
|      | Флаг Выпасновского сельского поселения Котельниковского муниципального района         | 24 декабря 2010              | 7839        |
| Г—И  |                                                                                       |                              |             |
|      | Флаг Генераловского сельского поселения Котельниковского муниципального района        | 29 августа 2008              | 7841        |
|      | Флаг Глазуновского сельского поселения Кумылженского муниципального района            | 19 декабря 2010              | 6649        |
|      | Флаг Гончаровского сельского поселения Палласовского муниципального района            | 15 сентября 2011             | 7070        |
|      | Флаг Горнобалыклейского сельского поселения Дубовского муниципального района          | 29 марта 2007                | 3929        |
|      | Флаг Горноводяновского сельского поселения Дубовского муниципального района           | 5 июня 2007                  | 5690        |
|      | Флаг Горнопролейского сельского поселения Дубовского муниципального района            | 11 июня 2007                 | 5686        |
|      | Флаг Грачёвского сельского поселения Городищенского муниципального района             | 3 сентября 2012              | 7829        |
|      | Флаг Громковского сельского поселения Руднянского муниципального района               | 1 марта 2019                 | 12285       |
|      | Флаг Гуровского сельского поселения Ольховского муниципального района                 | 17 февраля 2010              | 5975        |
|      | Флаг Гусёвского сельского поселения Ольховского муниципального района                 | 18 февраля 2010              | 6412        |
|      | Флаг Давыдовское сельского поселения Дубовского муниципального района                 | 18 июня 2014                 | 9930        |
|      | Флаг Демидовского сельского поселения Быковского муниципального района                | 30 июля 2014                 |             |
|      | Флаг Добринского сельского поселения Урюпинского муниципального района                | 14 августа 2013              | 8795        |
|      | Флаг Дубовоовражного сельского поселения Светлоярского муниципального района          | 20 января 2021               |             |
|      | Флаг Жутовского сельского поселения Октябрьского муниципального района                | 14 мая 2019                  | 12430       |
|      | Флаг Заливского сельского поселения Октябрьского муниципального района                | 1 сентября 2015              | 10443       |
|      | Флаг Захаровского сельского поселения Котельниковского муниципального района          | 8 августа 2007               | 7843        |
|      | Флаг Зелёновского сельского поселения Быковского муниципального района                | 28 марта 2019                |             |
|      | Флаг Зензеватского сельского поселения Ольховского муниципального района              | 11 февраля 2010              | 5977        |
|      | Флаг Ивановского сельского поселения Октябрьского муниципального района               | 20 мая 2019                  | 12432       |
|      | Флаг Ильменского сельского поселения Руднянского муниципального района                | 17 июля 2013                 | 8789        |
| К    |                                                                                       |                              |             |
|      | Флаг Каменнобродского сельского поселения Ольховского муниципального района           | 17 февраля 2010              | 5979        |
|      | Флаг Каменского сельского поселения Городищенского муниципального района              | 19 сентября 2012             | 7831        |
|      | Флаг Карповского сельского поселения Городищенского муниципального района             | 15 августа 2012              | 7833        |
|      | Флаг Каршевитского сельского поселения Ленинского муниципального района               | 12 ноября 2010               | 6968        |
|      | Флаг Качалинского сельского поселения Суровикинского муниципального района            | 28 июня 2019                 | 12579       |
|      | Флаг Киреевского сельского поселения Ольховского муниципального района                | 1 марта 2010                 | 5981        |
|      | Флаг Кировского сельского поселения Среднеахтубинского муниципального района          | 9 декабря 2020               |             |
|      | Флаг Кисловского сельского поселения Быковского муниципального района                 | 26 октября 2020              |             |
|      | Флаг Кленовского сельского поселения Жирновского муниципального района                | 28 апреля 2010               | 6205        |
|      | Флаг Клетского сельского поселения Среднеахтубинского муниципального района           | 13 ноября 2018               | 12434       |
|      | Флаг Козловского сельского поселения Руднянского муниципального района                | 27 февраля 2009              | 4940        |
|      | Флаг Коммунаровского сельского поселения Ленинского муниципального района             | 20 мая 2010                  | 6559        |
|      | Флаг Коростинского сельского поселения Котовского муниципального района               | 15 ноября 2019               | 12735       |
|      | Флаг Котельниковского сельского поселения Котельниковского муниципального района      | 17 июля 2007                 | 3535        |
|      | Флаг Котлубанского сельского поселения Городищенского муниципального района           | 27 сентября 2012             | 8785        |
|      | Флаг Краснокоротковского сельского поселения Новоаннинского муниципального района     | 26 июня 2014                 |             |
|      | Флаг Краснооктябрьского сельского поселения Палласовского муниципального района       | 4 июня 2009                  | 5672        |
|      | Флаг Краснооктябрьского сельского поселения Среднеахтубинского муниципального района  | 9 декабря 2009               | 7066        |
|      | Флаг Красносельцевского сельского поселения Быковского муниципального района          | 30 октября 2014              | 9928        |
|      | Флаг Красноярского сельского поселения Котельниковского муниципального района         | 23 августа 2007              | 4014        |
|      | Флаг Кременского сельского поселения Клетского муниципального района                  | 24 августа 2011              | 7606        |
|      | Флаг Кругловского сельского поселения Нехаевского муниципального района               | 10 октября 2013              | 8917        |
|      | Флаг Кузьмичёвского сельского поселения Городищенского муниципального района          | 16 мая 2008                  | 4215        |
|      | Флаг Кумылженского сельского поселения Кумылженского муниципального района            | 25 ноября 2009               | 6042        |
|      | Флаг Купцовского сельского поселения Котовского муниципального района                 | 13 ноября 2019               | 12739       |
| Л    |                                                                                       |                              |             |
|      | Флаг Лапшинское сельского поселения Котовского муниципального района                  | 26 декабря 2019              | 12871       |
|      | Флаг Лемешкинского сельского поселения Руднянского муниципального района              | 11 октября 2016              | 11309       |
|      | Флаг Лиманного сельского поселения Палласовского муниципального района                |                              | 6974        |
|      | Флаг Липовского сельского поселения Ольховского муниципального района                 | 18 февраля 2010              | 5983        |
|      | Флаг Лобойковского сельского поселения Даниловского муниципального района             | 14 августа 2010              | 6846        |
|      | Флаг Лозновского сельского поселения Дубовского муниципального района                 |                              | 6557        |
|      | Флаг Лопуховского сельского поселения Руднянского муниципального района               | 1 августа 2013               | 12287       |

| Флаг | Наименование                                                                       | Дата утверждения | Номер в ГГР |
| ---- | ---------------------------------------------------------------------------------- | ---------------- | ----------- |
| М    |                                                                                    |                  |             |
|      | Флаг Майоровского сельского поселения Котельниковского муниципального района       | 3 сентября 2007  | 7845        |
|      | Флаг Малоивановского сельского поселения Дубовского муниципального района          | 6 ноября 2008    | 4646        |
|      | Флаг Матышевского сельского поселения Руднянского муниципального района            | 22 июля 2013     | 8791        |
|      | Флаг Маякского сельского поселения Ленинского муниципального района                | 18 ноября 2010   |             |
|      | Флаг Медведицкого сельского поселения Жирновского муниципального района            | 20 февраля 2008  | 3534        |
|      | Флаг Меловатского сельского поселения Жирновского муниципального района            | 20 июля 2009     | 5678        |
|      | Флаг Мирошниковского сельского поселения Котовского муниципального района          | 17 октября 2019  | 12741       |
|      | Флаг Миусовского сельского поселения Даниловского муниципального района            | 30 августа 2010  | 6641        |
|      | Флаг Михайловского сельского поселения Урюпинского муниципального района           | 16 марта 2011    | 6980        |
|      | Флаг Моисеевского сельского поселения Котовского муниципального района             | 18 октября 2019  | 12743       |
|      | Флаг Мокроольховского сельского поселения Котовского муниципального района         | 18 октября 2019  | 12745       |
| Н    |                                                                                    |                  |             |
|      | Флаг Нагавского сельского поселения Котельниковского муниципального района         |                  | 7847        |
|      | Флаг Наголенского сельского поселения Котельниковского муниципального района       | 24 августа 2007  |             |
|      | Флаг Нежинского сельского поселения Ольховского муниципального района              |                  | 5985        |
|      | Флаг Нехаевского сельского поселения Нехаевского муниципального района             |                  | 4750        |
|      | Флаг Нижнедобринского сельского поселения Жирновского муниципального района        |                  | 4992        |
|      | Флаг Нижнеяблочного сельского поселения Котельниковского муниципального района     |                  | 7849        |
|      | Флаг Новоаксайского сельского поселения Октябрьского муниципального района         |                  | 6970        |
|      | Флаг Новожизненского сельского поселения Городищенского муниципального района      | 26 марта 2012    | 7604        |
|      | Флаг Новонадеждинского сельского поселения Городищенского муниципального района    | 27 мая 2008      | 4644        |
|      | Флаг Новоникольского сельского поселения Быковского муниципального района          | 14 июня 2011     | 7074        |
| О    |                                                                                    |                  |             |
|      | Флаг Окладненского сельского поселения Урюпинского муниципального района           | 7 февраля 2011   | 6651        |
|      | Флаг Октябрьского сельского поселения Ольховского муниципального района            | 11 февраля 2010  | 5987        |
|      | Флаг Оленьевского сельского поселения Дубовского муниципального района             |                  | 5051        |
|      | Флаг Ольховского сельского поселения Ольховского муниципального района             | 17 февраля 2010  | 5989        |
|      | Флаг Ореховского сельского поселения Даниловского муниципального района            |                  | 6643        |
|      | Флаг Орловского сельского поселения Городищенского муниципального района           | 17 сентября 2008 | 4327        |
|      | Флаг Осичковского сельского поселения Руднянского муниципального района            | 18 декабря 2008  | 4652        |
| П    |                                                                                    |                  |             |
|      | Флаг Перегрузненского сельского поселения Октябрьского муниципального района       | 30 сентября 2011 | 7857        |
|      | Флаг Песковатского сельского поселения Городищенского муниципального района        | 20 июля 2009     | 5684        |
|      | Флаг Песковатского сельского поселения Дубовского муниципального района            | 22 июня 2007     | 6647        |
|      | Флаг Петровского сельского поселения Урюпинского муниципального района             | 19 марта 2009    | 4932        |
|      | Флаг Пимено-Чернянского сельского поселения Котельниковского муниципального района | 4 октября 2007   | 7851        |
|      | Флаг Пичужинского сельского поселения Дубовского муниципального района             | 26 апреля 2007   | 4642        |
|      | Флаг Побединского сельского поселения Быковского муниципального района             | 28 января 2014   |             |
|      | Флаг Полевого сельского поселения Новоаннинского муниципального района             | 17 июня 2020     | 13114       |
|      | Флаг Попереченского сельского поселения Котельниковского муниципального района     | 13 сентября 2010 | 7853        |
|      | Флаг Попковского сельского поселения Котовского муниципального района              | 30 сентября 2019 | 12747       |
|      | Флаг Пригородного сельского поселения Фроловского муниципального района            | 22 декабря 2006  | 11650       |
|      | Флаг Приозёрного сельского поселения Дубовского муниципального района              | 15 октября 2012  | 7991        |
|      | Флаг Пронинского сельского поселения Серафимовичского муниципального района        | 7 декабря 2020   |             |
|      | Флаг Профсоюзнинского сельского поселения Даниловского муниципального района       | 10 декабря 2010  | 6645        |
|      | Флаг Прямобалкинского сельского поселения Дубовского муниципального района         | 10 сентября 2007 | 5688        |
|      | Флаг Пугачёвского сельского поселения Котельниковского муниципального района       | 10 сентября 2010 | 6273        |
|      | Флаг Пятиизбянского сельского поселения Калачёвского муниципального района         | 10 августа 2012  | 7835        |
| Р—С  |                                                                                    |                  |             |
|      | Флаг Рахинского сельского поселения Среднеахтубинского муниципального района       | 27 июля 2012     | 7859        |
|      | Флаг Родничковского сельского поселения Нехаевского муниципального района          | 4 мая 2007       | 4640        |
|      | Флаг Романовского сельского поселения Ольховского муниципального района            | 18 февраля 2010  | 6410        |
|      | Флаг Рыбинского сельского поселения Ольховского муниципального района              | 15 февраля 2010  | 5991        |
|      | Флаг Савинского сельского поселения Палласовского муниципального района            | 10 сентября 2011 | 7068        |
|      | Флаг Семиченского сельского поселения Котельниковского муниципального района       | 26 июля 2007     | 7072        |
|      | Флаг Сергиевского сельского поселения Даниловского муниципального района           | 6 ноября 2015    | 10620       |
|      | Флаг Сизовского сельского поселения Чернышковского муниципального района           | 10 сентября 2020 |             |
|      | Флаг Советского сельского поселения Октябрьского муниципального района             | 12 июля 2011     | 6972        |
|      | Флаг Солдатско-Степновского сельского поселения Быковского муниципального района   | 21 апреля 2009   | 7827        |
|      | Флаг Солодчинского сельского поселения Ольховского муниципального района           | 2 марта 2010     | 5993        |
|      | Флаг Солонского сельского поселения Нехаевского муниципального района              | 27 апреля 2007   | 3346        |
|      | Флаг Сосновское сельского поселения Руднянского муниципального района              | 15 июля 2013     | 8793        |
|      | Флаг Степновского сельского поселения Ленинского муниципального района             | 15 октября 2010  | 6561        |
|      | Флаг Стрельношироковского сельского поселения Дубовского муниципального района     | 25 мая 2007      | 3927        |
|      | Флаг Суводского сельского поселения Дубовского муниципального района               | 10 сентября 2007 | 5069        |
| Т—Я  |                                                                                    |                  |             |
|      | Флаг Тарапатинского сельского поселения Жирновского муниципального района          | 8 октября 2008   | 4333        |
|      | Флаг Тетеревятского сельского поселения Жирновского муниципального района          | 4 марта 2009     | 4934        |
|      | Флаг Тишанского сельского поселения Нехаевского муниципального района              | 22 декабря 2008  | 6848        |
|      | Флаг Трёхостровского сельского поселения Иловлинского муниципального района        | 28 января 2021   |             |
|      | Флаг Упорниковского сельского поселения Нехаевского муниципального района          | 27 июля 2007     | 4996        |
|      | Флаг Успенского сельского поселения Нехаевского муниципального района              |                  |             |
|      | Флаг Урало-Ахтубинского сельского поселения Быковского муниципального района       | 4 апреля 2011    |             |
|      | Флаг Фрунзенского сельского поселения Среднеахтубинского муниципального района     | 30 мая 2007      | 6279        |
|      | Флаг Царевского сельского поселения Ленинского муниципального района               | 19 июля 2019     | 12581       |
|      | Флаг Царицынского сельского поселения Городищенского муниципального района         | 18 августа 2008  | 4329        |
|      | Флаг Черкесовского сельского поселения Новоаннинского муниципального района        | 7 августа 2020   |             |
|      | Флаг Шакинского сельского поселения Кумылженского муниципального района            | 28 ноября 2007   | 3767        |
|      | Флаг Шебалиновского сельского поселения Октябрьского муниципального района         | 14 июня 2019     | 12583       |
|      | Флаг Чилековского сельского поселения Котельниковского муниципального района       | 10 июля 2007     | 7855        |
|      | Флаг Эльтонского сельского поселения Палласовского муниципального района           | 1 июня 2010      | 6275        |
|      | Флаг Ягодновского сельского поселения Ольховского муниципального района            | 11 февраля 2010  | 5995        |

## Флаги упразднённых муниципальных образований
| Флаг | Наименование                                                              | Дата утверждения | Номер в ГГР | Примечания |
|      | Флаг Безымянского сельского поселения Михайловского муниципального района | 5 ноября 2009    | 5815        | Законом Волгоградской области от 28 июня 2012 года № 65-ОД, Арчединское, Безымянское, Большовское, Етеревское, Карагичевское, Катасоновское, Октябрьское, Отрадненское, Раздорское, Раковское, Сенновское, Сидорское, Совхозное и Троицкое сельские поселения Михайловского муниципального района объединены с городским округом город Михайловка. |
|      | Флаг Новинского сельского поселения Жирновского муниципального района     | 15 сентября 2006 | 4938        | Законом Волгоградской области от 7 марта 2019 года № 15−ОД были объединены Новинское сельское поселение и Алешниковское сельское поселение во вновь образованное муниципальное образование — Алешниковское сельское поселение. |

## Упразднённые флаги
| Флаг | Наименование                                                                  | Дата утверждения | Дата отмены      |
| ---- | ----------------------------------------------------------------------------- | ---------------- | ---------------- |
|      | Флаг Городищенского городского поселения Городищенского муниципального района | 21 марта 2007    | 5 февраля 2021   |
|      | Флаг городского поселения город Ленинск Ленинского муниципального района      | 28 июля 2017     | 28 сентября 2017 |

| Флаг | Наименование                                                                 | Дата утверждения | Дата отмены     |
| ---- | ---------------------------------------------------------------------------- | ---------------- | --------------- |
|      | Флаг Красносельцевского сельского поселения Быковского муниципального района | 27 марта 2014    | 30 октября 2014 |